# ピョッサスコ
ピョッサスコ（伊: Piossasco）は、イタリア共和国ピエモンテ州トリノ県にある、人口約18,000人の基礎自治体（コムーネ）。

## 地理

### 位置・広がり

#### 隣接コムーネ
隣接するコムーネは以下の通り。
- ブルイーノ
- クミアーナ
- リヴァルタ・ディ・トリーノ
- サンガーノ
- トラーナ
- ヴォルヴェーラ

## 行政

### 分離集落
ピョッサスコには、以下の分離集落（フラツィオーネ）がある。
- I Galli, San Vito, Garola, Tetti Scaglia, Duis, Abate, Brentatori, Colomba, Lupi, Barboschi, Villaggio Nuovo, Giorda, Maritani, Mompalà, Tetti Olli, Campetto, Rivetta, Generala, Prese, Ciampetto, Gaj, Merlino

## 姉妹都市
- Cran-Gevrier、フランス 1991年